# Arnold Heim
Pour les articles homonymes, voir Heim.
Arnold Heim, né le 20 mars 1882 à Zurich et mort le 27 mai 1965 dans la même ville, est un géologue suisse.

## Biographie
Fils du géologue Albert Heim et de la femme médecin et écrivaine Marie Heim-Vögtlin, il fait des études pionnières sur les liens entre sédimentation et tectonique à l'université de Zurich et à l'Ecole polytechnique Fédérale de Zurich. Il acquiert une renommée internationale par ses recherches dans la géologie pétrolière.
Au cours des années 1930, Arnold Heim accompagne Eduard Imhof et Paul Nabholz pour une expédition au Tibet visant à mesurer le Minya Konka : leurs travaux montrent que ce sommet culmine à 7 600 mètres,, d'altitude et non à 10 000 mètres comme indiquaient des rumeurs[réf. nécessaire].

## Sources
- (de) Cet article est partiellement ou en totalité issu de l’article de Wikipédia en allemand intitulé « Arnold Heim » (voir la liste des auteurs).
- (de) « Publications de et sur Arnold Heim », dans le catalogue en ligne de la Bibliothèque nationale allemande (DNB).
- Notices d'autorité :   - VIAF
  - ISNI
  - BnF (données)
  - IdRef
  - LCCN
  - GND
  - Italie
  - CiNii
  - Espagne
  - Pologne
  - Israël
  - NUKAT
  - Australie
  - Norvège
  - Tchéquie
  - WorldCat